# Совєтська (Щучанський район)
Совє́тська (рос. Советская) — присілок у складі Щучанського району Курганської області, Росія. Входить до складу Чумляцької сільської ради.
Населення — 207 осіб (2010, 255 у 2002).
Національний склад станом на 2002 рік: росіяни — 98 %.